# ستاخانوفية

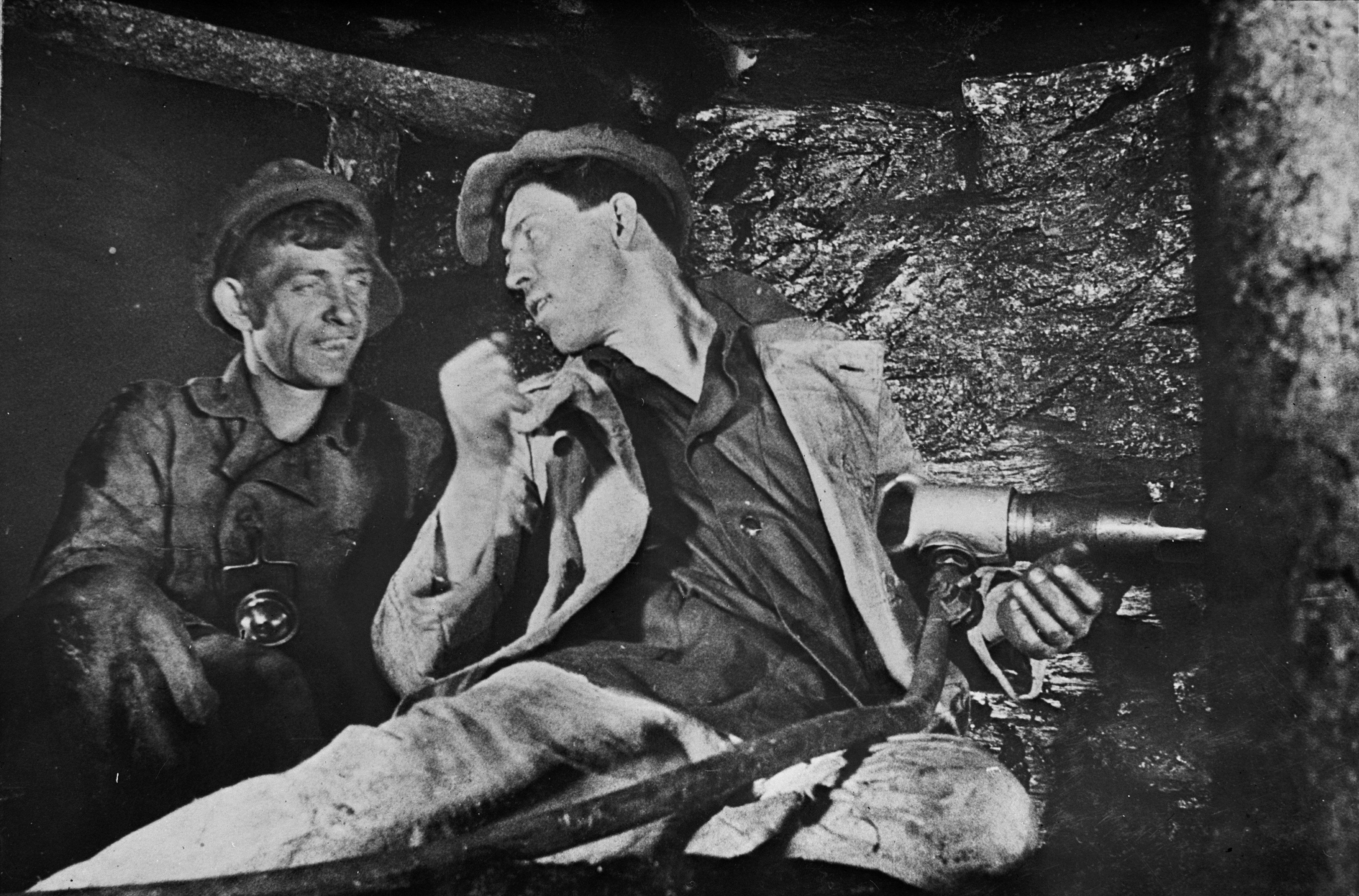
أليكسي ستاخانوف مع رفيق له في المنجم

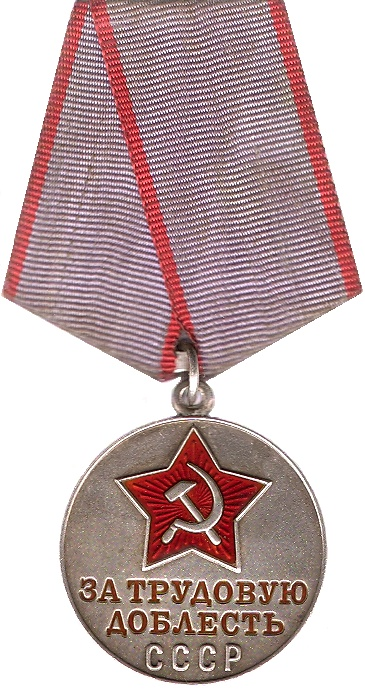
وسام الشجاعة السوفياتي للعامل

الستاخانوفية (بالروسية: стахановец) هي حملة بروباغندا عرفها التاريخ السوفياتي تحث على اتباع ألكسي جريجوفيتش ستاخانوف كمثال للعامل المنتج والموهوب واعتماد العمل الدؤوب وفعالية النظرة التايلورية لتخطي الإنتاجية العادية.

## التاريخ
بدأت حملة الستاخانوفية أو حركة الستاخانوفية خلال الخطة الخماسية الثانية في 1935 كمرحلة جديدة في المنافسة الاشتراكية. سميت الحركة الستاخانوفية باسمها هذا تيمنا بألكسي ستاخانوف، الذي نقب واستخرج 102 طن من الفحم في أقل من ست ساعات (14 مرة أكثر من الكمية المطلوبة منه كعامل منجم آنذاك). لكن فيما بعد سيحطم العديد ممن اقتدوا به هذا الرقم. في فبراير سنة 1936 ذكرت تقارير عن أن نيكيتا إزوتوف استخرج 607 طن فحم في مناوبة عمل واحدة.
ساند الحزب الشيوعي السوفييتي الحركة الستاخانوفية بل وقادها مما ساهم في انتشارها في الاتحاد السوفييتي. كان رواد هذه الحركة هم ألكسندر بوسيجين (صناعة السيارات) ونيكولاي سميتانين (صناعة الأحذية) وييفدوكيا وماريا فينوجرادوف (صناعة النسيج) وأي. أي. جودوف (صناعة آلات التشغيل) وفي. إس. موسينسكي (صناعة الطوابع) وبيوتر كريفونوس (سكك الحديد) وباشا أنجلينا (تقلدت وساما لكونها أول امرأة سوفييتية تستخدم جرارا) وقسطنطين بورين وماريا ديمتشينكو (زراعة) وآخرون.
في نوفمبر 14-17 سنة 1935، انعقد أول مؤتمر ستاخانوفي للحزب الشيوعي في الكريملن، أكد هذا المؤتمر على الدور البارز للحركة الستاخانوفية في إعادة بناء الاقتصاد القومي الاشتراكية. في ديسمبر 1935، ناقشت جلسة كاملة الأعضاء للجنة المركزية للحزب الشيوعي السوفييتي (البلاشفة) بالخصوصا مظاهر تطوير الصناعة ونظام النقل في ضوء الحركة الستاخانوفية. كانت خلاصة الجلسة: «تعني الحركة الستاخانوفية تنظيم العمل في شكل جديد، ترشيد العمليات التكنولوجية، تصحيح تقسيم العمل، تحرير العمال المؤهلين من الأعمال التمهيدية الثانوية، تحسين مكان العمل، توفير نمو سريع لإنتاجية العمل وتأمين علاوات وزيادات في مرتبات العمال.»
بالتوافق مع قرارات الجلسة، نظم السوفييت شبكة واسعة من التدريب الصناعي واستحدثوا دروسا خاصة رؤساء العمال الاشتراكيين. في 1936، راجع عدد من المؤتمرات التقنية والصناعية القدرات الانتاجية المخططة للصناعات المختلفة وزاد من مخرجاتها. كما دخلت المسابقات الستاخانوفية لقلب المصانع والمعامل وتم تقسيمها إلى فترات من خمسة أيام (пятидневка أو بياتيدنيفكا) وعشرة أيام (декада أو ديكادا) وثلاثين يوما (месячники أو ميسياشنيكي). كانت إدارات المعامل تؤسس من حين للآخر لفيالق ستاخانوفية أو أقسام ستاخانوفية ذات إنتاجية جماعية عالية ومستقرة.
كان تواجد النساء الستاخانوفيات ناذرا جدا أقل من الرجال، لكن كان هناك قسم خاص بهن في نقابة جميع النساء ككسر للقاعدة. أكثر الستاخانوفيات كن قرويات من عاملات الحقول ومربيات الأغنام والبقر.
كل معارض للحركة لقب بالمخرب وهي جريمة كان يعاقب عليها في الاتحاد السوفييتي.
زعمت السلطات السوفييتية أن حركة الستاخانوفية كان سببا للتحسن المهم في إنتاجية العمال. ذكرت التقارير أنه خلال الخطة الخمسية الأولى (1929-1932) تحسنت الإنتاجية الصناعية بنسبة 41%. خلال الخطة الخمسية الثانية (1933-1937) ذكرت تقارير أنها وصلت 82%. استعملت النقاشات حول مسودة الدستور في ثلاثينيات القرن العشرين للحث على موجة ثانية من الحركة.
خلال الحرب العالمية الثانية، استعمل الستاخانوفيون عدة طرق مختلفة للزيادة في الإنتاجية، كالعمل على عدة آلات في نفس الوقت والجمع بين عدة وظائف. وقعت المسؤولية على الستاخانوفيين لتنظيم حركة المائتين (двухсотники أو ديوخسوتنيكي، 200% أو أكثر من الكمية المطلوبة بالنسبة للمناوبة الواحدة) وحركة الألف (тысячники أو تيسياشنيكي، 1000% من الكمية المطلوبة بالنسبة للمناوبة الواحدة). بقيت الحركة منتشرة حتى بعد الحرب.
تحدثت الصحافة كثيرا عن ستاخانوف و«العمال المثاليين» الآخرين وكان لهم ظهور الأبطال في الأفلام والأدب بشكل أو بآخر واستعملت أعمال أخرى قصصهم للاقتداء بأمثلتهم. وأكثر من ذلك استخدمت إنجازات الستاخانوفيين كحجج للزيادة في كمية الإنتاج المطلوبة من العمال العاديين.

## في الخيال
- رواية يوري كريموف «الناقلة ديربنت»، جسد فيلم سوفييتي الكتاب والذي تحدث عن الستاخانوفية ونقل النفط عبر بحر قزوين
- فيلم إليو بيتري الطبقة العاملة تدخل الجنة والذي تركز حول الستاخانوفية.
- رواية هاري تورتلدوف المجالد والتي تتحدث عن عالم مواز حيث تسود الشيوعية في الحرب الباردة وتشير في عدة محطات إلى الستاخانوفيين كأمثلة للإنتاجية.
- فيلم أندرزيج واجدا رجل الرخام والذي يرصد سيرورة استحداث هذه الظاهرة (أو الأسطورة حسبه) من خلال شخصية عامل بولندي ستاخانوفي ويحكي قصته من أيام مجده حتى سقوطه النهائي.